# Sokorove, Rozdilna
Sokorove (în ucraineană Сокорове) este un sat în comuna Țebrîkove din raionul Rozdilna, regiunea Odesa, Ucraina.

## Demografie
Componența lingvistică a localității Sokorove
     Ucraineană (92,74%)
     Română (6,45%)
     Alte limbi (0,81%)
Conform recensământului din 2001, majoritatea populației localității Sokorove era vorbitoare de ucraineană (92,74%), existând în minoritate și vorbitori de română (6,45%).